# 에드거 케이시

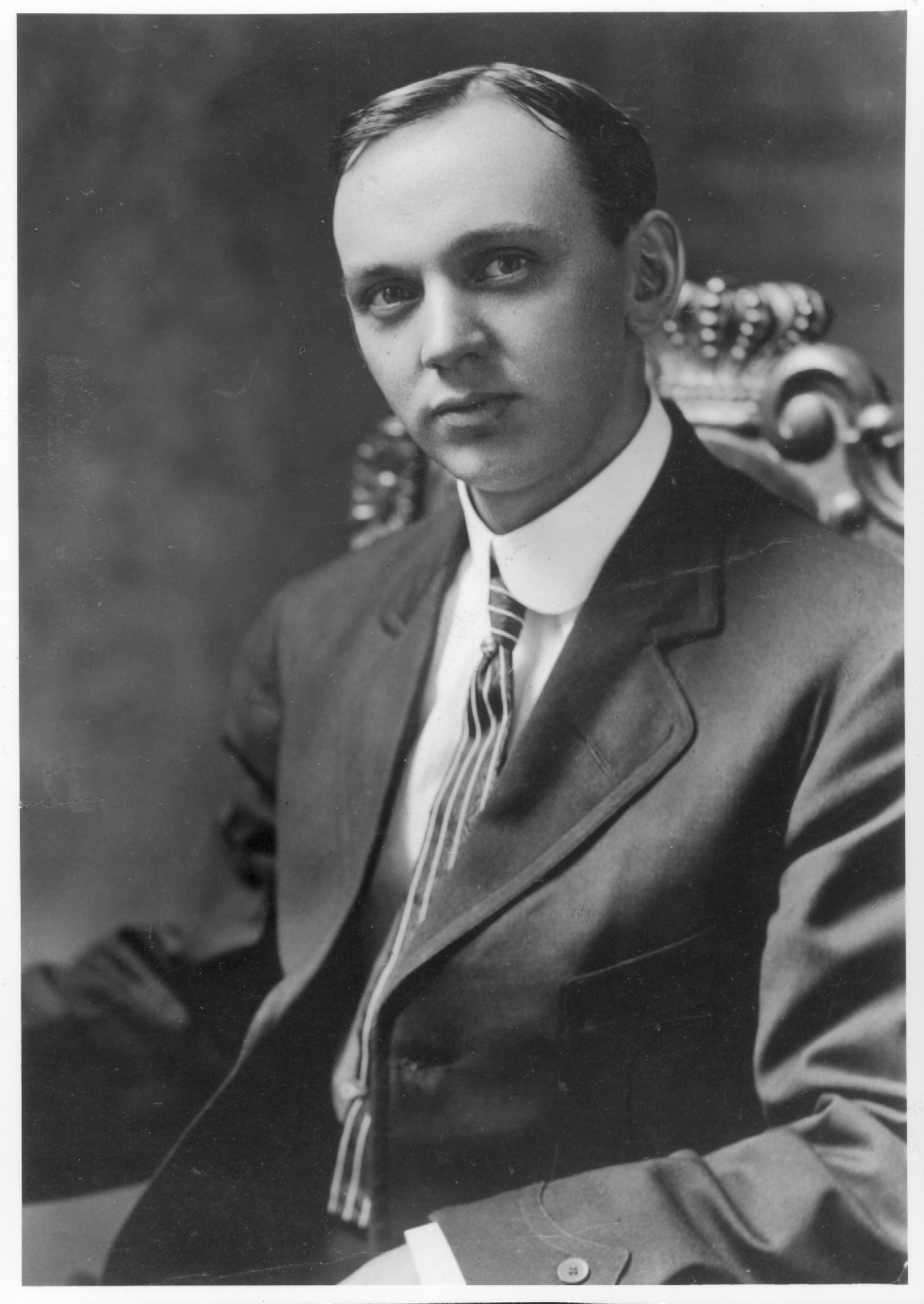
에드거 케이시

에드거 케이시(Edgar Cayce, 1877년 3월 18일 ~ 1945년 1월 3일)는 미국에서 유명한 초능력자로 알려져있다. 그와 그의 지지자들은 그가 뛰어난 초감각적 지각을 지니고 있다고 주장하며 의학, 전쟁 등 다양한 분야에 대한 예언을 남겼다.

## 일생
에드거 케이시는 1877년 켄터키주 홉킨스빌에서 태어났으며 어렸을 때부터 초감각적 지각을 보였다고 한다. 케이시는 어렸을 때부터 혼자 놀거나 ‘돌아가신 할아버지의 영혼’과 놀고 있었다고 한다. 케이시는 중학교 과정인 8학년을 마치고 고등학교 과정을 거칠 돈이 부족하여 일을 찾으러 나갔다.
어른이 된 케이시는 자신의 능력을 다른 사람들을 돕기 위해 사용하기 시작했다. 케이시가 유명해지자 그를 찾아오는 사람들은 많아졌고 그를 통해 돈을 벌려는 사람들도 많았다. 케이시는 이들을 내쫓았지만 한두 차례 후 자신의 능력은 남을 돕기 위해서 사용할 때만 정확하다는 판단을 내렸다.
에드거 케이시는 켄터키에서 알라버마 주, 그 후론 버지니아 비치 지역에서 활동했다.
에드거 케이시는 종교적인 사람이었다. 그는 사도 교회 (개신교) 신자로서 매주 주일학교에서 가르치며 꾸준히 성경도 읽었다.

## 알려진 능력
에드거 케이시는 초능력을 통해 질문에 대한 답을 그리고 예언을 남겼다. 케이시가 초감각 지각을 접근한 방법은 ‘소파에 누워, 눈을 감고, 배위에 손을 올린 후 깊은 잠 또는 명상 상태에 빠지는 것이다.’ 이 명상 상태에서 그는 다양한 질문에 대한 답들, 그리고 신비로운 예언을 남겼다고 한다.

## 예언
1. 1929년 주식시장 붕괴와 대공황-케이시는 미국 주식시장 붕괴 6개월 전에 주식이 떨어지고 대공황을 겪을 것이라고 예언했다고 한다.
2. 세계2차대전-케이시는 전쟁이 터지기 4년 전 1935년에 오스트리아, 독일, 그리고 일본이 함께 손잡고 세계2차대전을 일으킬 것이라고 예언했다.
3. 소련의 몰락-케이시가 공산주의와 함께 소련이 몰락할 것이라고 예언했으나 아무도 믿지 않았다. 하지만 그가 죽고 거의 50년이 지난 후, 소련은 세계 최강에서 떨어졌다.
4. 이스라엘-케이시는 세계2차대전 이후 유대인들이 이스라엘로 돌아올 것이라고 예언했다.
5. 세계3차대전-케이시에 의하면 아직 일어나지 않은 세계3차대전이 미래에 올 예정이다.

케이시는 위 예언을 비롯해 8천여 개의 예언과 답변을 줬다고 한다.

## 클라이언트
에드거 케이시의 초능력을 통해 질문과 고민을 해결하러 찾아온 클라이언트들은 다양했다. 에드거 케이시를 찾아온 클라이언트는 미국 전 대통령 우드로 윌슨, 발명가 토마스 에디슨, 작곡가 어빙 벌린과 조지 거슈윈 등 유명한 인물도 있었지만 군인, 음악가 등 일반인들도 많았다고 한다. 케이시는 자신의 능력을 단 한번도 돈벌이로 이용한 적이 없다고 한다.

## 같이 보기
- 바바 반가
- 노스트라다무스

## 참조
1. ↑  “보관된 사본”. 2013년 6월 26일에 원본 문서에서 보존된 문서. 2013년 6월 30일에 확인함.
2. ↑  “보관된 사본”. 2013년 7월 9일에 원본 문서에서 보존된 문서. 2013년 6월 30일에 확인함.